# ۳۹ و نیم
۳۹ و نیم (به لهستانی: 39 i pół) یک مجموعهٔ تلویزیونی کمدی-درام لهستانی است که در سال ۲۰۰۸ منتشر شد.

## گزیدهٔ بازیگران
- توماش کارولاک
- داریا ویدافسکا
- ماگدالنا لامپارسکا
- ویولتا کوواکوفسکا
- مارینا
- آنجلیکا پیخوویاک
- مارچین پروکوپ
- کشیشتف استلماژیک
- لشک لیخوتا
- ماچئی مارچفسکی
- دانوتا بورسوک
- پیوتر نواک
- پیوتر شِـیکا
- پیوتر چیرووس
- نوربرت راکوفسکی
- یاتسک کرول
- ویولتا آرلاک
- ماچئی کویافسکی
- آنا اسمووُویک
- آلدونا یانکوفسکا
- میخاو رولنیتسکی
- کاتاژینا پیرشچونیک
- تومیرا کُوالیک
- آندژی زابورسکی
- آنا اوبرتس
- گژگوش ماوِتسکی
- ماوگوژاتا اوستروفسکا-کرولیکوفسکا
- الکساندرا یوستا
- سونیا بوخوشیه‌ویچ
- کارول اشتراسبورگر
- ماگدالنا پوپوافسکا
- ماگدالنا زاوادسکا
- لئونارد پیتراشاک
- گژگوش پشیبیو
- ماچئی کوزووفسکی
- ماگدالنا بوچارسکا
- پشمیسواف بلوشچ
- وویچیخ چروینسکی
- آرتور یانوشاک
- کاتاژینا بارگیه‌ووسکا
- میخاو میلوویچ
- آنتونی کرولیکوفسکی
- آنا پژیبیلسکا
- دوروتا دلونگ
- مونیکا دریل
- میکووای رُزنرسکی
- یان الکساندروویچ-کراسکو
- زبیگنیف وودتسکی
- الژبیتا یودوئوفسکا
- هانا دونوفسکا
- ماگدالنا اسمالارا
- سیلویا یوشچاک-کراوچیک
- توماش بورکوفسکی
- اِوا کُنستانتسیا بوئوخاک
- کریستینا کوئوجِـیچیک
- رناتا پنکول
- وویچیخ متسفالدوفسکی
- مونیکا کشیفکوفسکا
- آنا مایخر
- سباستیان استانکیه‌ویچ
- آندژی آندژیفسکی
- روبرت وابیخ